# 第42回全日本吹奏楽コンクール
第42回全日本吹奏楽コンクールは、1994年に開かれた「全日本吹奏楽コンクール」の第42回大会である。この記事では、大会の概要と詳細、結果について記す。

## 概要
- 開催会場 アクトシティ浜松 大ホール[1]、普門館
- 開催県（所属支部） アクトシティ浜松：静岡県（東海支部）、普門館：東京都（東京支部）
- 開催日 1994年10月22日（土）（大学/高校）、23日（日）（中学/職場/一般）
- 開催部門 中学、高等学校（普門館） 大学、職場・一般（アクトシティ浜松）
- 表賞 グループ表彰（●金賞・●銀賞・●銅賞）
- 課題曲

1. ベリーを摘んだらダンスにしよう（間宮芳生）
2. パルス・モーションII（川崎美保）
3. 饗応夫人 太宰治作「饗応夫人」の為の音楽（田村文生）
4. 雲のコラージュ（櫛田胅之扶）

## 詳細
1994年に開催された全日本吹奏楽コンクールの第42回大会。この年は88団体が参加した。そのうち、初出場は11団体（中：7、高：2、一：2）、3金達成は2団体（天理高等学校、ブリヂストン吹奏楽団久留米）、3金休が3団体（習志野市立習志野高等学校、西宮市吹奏楽団、乗泉寺吹奏楽団）だった。また、この年は1970年から採用されたグループ表彰で、5出5金が達成される最後の年でもあった。
この大会を最後に翌年より関東大会は東西に分割されたので、この年が「関東代表」が出場する最後の大会ともなった
初出場は「北九州市立霧丘中学校」（銀賞）、「宇都宮市立若松原中学校」（銀賞）、「宮崎市立宮崎中学校」（銅賞）、「蟹江町立蟹江中学校」（銅賞）、「飯山町立飯山中学校」（銅賞）、「伊丹市立北中学校」（銀賞）、「豊島区立池袋中学校」（金賞）、「山口県立防府高等学校」（銀賞）、「仙台市立仙台高等学校」（銅賞）、「浜松交響吹奏楽団」（金賞）、「伊丹市吹奏楽団」（金賞）の11団体である。
5出5金を達成したのは「北海道札幌白石高等学校」、「神奈川大学」の2団体である。
5出5金による全国招待演奏は「出雲市立第一中学校」、「近畿大学」の2団体である。
この年の採点は辛口だったことが知られており、中学・高校の部でそれが顕著であった。
- 宝塚市立宝梅中学校（銀賞）
- 八戸市立湊中学校（銀賞）
- 松山市立雄新中学校（銀賞）
- 愛知工業大学名電高等学校（銀賞）※
- 柏市立柏高等学校（銀賞）
- 富山県立高岡商業高等学校（銅賞）
- 神奈川県立野庭高等学校（銀賞）※
- 東海大学第四高等学校（銀賞）
- 大阪府立淀川工業高等学校（銀賞）※
- 秋田県立秋田南高等学校（銀賞）

※は昨年度金賞受賞校。
上記のような全国大会常連校の多くが金賞を逃している。
今大会の課題曲は例年になく長めの曲ばかりで、4曲全てが5分以上の曲である（当時は課題曲は2分から5分ほどが普通だった）。IIIの「饗応夫人」に至っては7分近くあり、その難しさも相まって記憶に残る曲である。このため、各団体に12分の時間制限がある吹奏楽コンクールでは、自由曲をいかに短くするかが問題となり、各団体を悩ませたという。

## 結果

### 中学の部
| 順       | 団体名                                 | 課題曲 | 自由曲 | 指揮者   | 代表支部            | 賞 |
| 1        | 仙台市立袋原中学校                     | IV     | 交響組曲《《寄港地》より III.ヴァレンシア （イベール 作曲）                                                                 | 後藤浩一 | 東北支部 宮城県     | ●  |
| 2        | 旭川市立永山南中学校                   | IV     | 歌劇《ル・シッド》のバレエ音楽 （マスネ作曲）                                                                               | 栗谷川武 | 北海道支部 旭川地区 | ●  |
| 3        | 北九州市立霧丘中学校                   | II     | 夜想曲 より 第2楽章 〈祭り〉 （ドビュッシー作曲・藤田玄播編曲）                                                             | 土谷眞史 | 九州支部 福岡県     | ●  |
| 4        | 千葉市立土気中学校                     | III    | 祝典序曲 （イベール作曲・森田一浩編曲）                                                                                     | 加養浩幸 | 関東支部 千葉県     | ●  |
| 5        | 板橋区立志村第一中学校                 | IV     | バレエ組曲《シルヴィア》より バッカスの行列 （ドリーブ作曲・建部知弘編曲）                                                  | 村上利憲 | 東京支部 東京都     | ●  |
| 6        | 宇都宮市立若松原中学校                 | IV     | この地球を神と崇めるより II.破壊の悲劇 III.終章 （フサ作曲）                                                                | 佐藤浩   | 関東支部 栃木県     | ●  |
| 7        | 総社市外二箇村中学校組合立総社東中学校 | III    | バレエ音楽《黄金時代》 （ショスタコーヴィチ作曲）                                                                           | 熊澤利紀 | 中国支部 岡山県     | ●  |
| 8        | 八戸市立湊中学校                       | IV     | 夜想曲 より 第2楽章 〈祭り〉 （ドビュッシー 作曲）                                                                          | 最上哲宏 | 東北支部 青森県     | ●  |
| 9        | 防府市立桑山中学校                     | III    | バレエ音楽《ロメオとジュリエット》 （プロコフィエフ作曲・淀彰編曲）                                                         | 竹中俊二 | 中国支部 山口県     | ●  |
| 10       | 札幌市立平岡中学校                     | III    | 歌劇《はかなき人生》より 前奏曲、スペイン舞曲 （ファリャ 作曲・松代晃明編曲）                                               | 鹿討譲二 | 北海道支部 札幌地区 | ●  |
| 11       | 和歌山市立西和中学校                   | I      | ハンガリー民謡〈くじゃく〉による変奏曲 （コダーイ作曲）                                                                     | 西浦義文 | 関西支部 和歌山県   | ●  |
| 12       | 水戸市立双葉台中学校                   | III    | 交響詩《ローマの祭り》より IV.主顕祭 （レスピーギ作曲・ウィリアム・シェイファー編曲）                                       | 高倉久   | 関東支部 茨城県     | ●  |
| 13       | 小松市立松陽中学校                     | III    | 歌劇《キャンディード》序曲 （バーンスタイン作曲・クレア・グランドマン編曲）                                                 | 桶川亮一 | 北陸支部 石川県     | ●  |
| 14       | 宮崎市立宮崎中学校                     | I      | 歌劇《キャンディード》序曲 バーンスタイン作曲・クレア・グランドマン編曲）                                                   | 末吉正生 | 九州支部 宮崎県     | ●  |
| 15       | 広島市立宇品中学校                     | IV     | 歌劇《雪娘》 より 軽業師の踊り （リムスキー＝コルサコフ作曲・テリー・ヴォスベイン編曲）                                     | 金田康孝 | 中国支部 広島県     | ●  |
| 16       | 芦屋町立芦屋中学校                     | IV     | ハイドンの主題による変奏曲 （ブラームス作曲・森田英明編曲）                                                                 | 森田英明 | 九州支部 福岡県     | ●  |
| 17       | 蟹江町立蟹江中学校                     | IV     | 吹奏楽のための「深層の祭」 （三善晃作曲）                                                                                   | 斉藤和憲 | 東海支部 愛知県     | ●  |
| 18       | 川越市立野田中学校                     | III    | 映画音楽《ヘンリィ五世》より I、III （ウォルトン作曲・佐藤正人編曲）                                                        | 佐藤正人 | 関東支部 埼玉県     | ●  |
| 19       | 富士宮市立富士宮第四中学校             | I      | ウェーバーの主題による交響的変容 より III. IV （ヒンデミット作曲）                                                          | 杉山佳史 | 東海支部 静岡県     | ●  |
| 20       | 辰口町立辰口中学校                     | I      | 組曲《ハーリ・ヤーノシュ》 （コダーイ作曲・グレン・クリフ・バイナム編曲）                                                   | 田中一宏 | 北陸支部 石川県     | ●  |
| 21       | 松山市立雄新中学校                     | III    | 歌劇《キャンディード》序曲 （バーンスタイン作曲・クレア・グランドマン編曲）                                                 | 河野伸明 | 四国支部 愛媛県     | ●  |
| 22       | 富里町立富里中学校                     | III    | 交響詩《ローマの噴水》より II.朝のトリトーネの噴水 IV.黄昏のメディチ荘の噴水 （レスピーギ 作曲・藤田玄播編曲）              | 鬼澤宰   | 関東支部 千葉県     | ●  |
| 23       | 宝塚市立宝梅中学校                     | IV     | バレエ音楽《白鳥の湖》より 第4幕フィナーレの情景 （P.I.チャイコフスキー作曲・淀彰編曲）                                     | 渡辺秀之 | 関西支部 兵庫県     | ●  |
| 24       | 飯山町立飯山中学校                     | III    | 歌劇《雪娘》 より 軽業師の踊り （リムスキー＝コルサコフ作曲・テリー・ヴォスベイン編曲）                                     | 奥野正彦 | 四国支部 香川県     | ●  |
| 25       | 原町市立原町第二中学校                 | I      | 道化師の朝の歌 （ラヴェル作曲）                                                                                             | 佐藤一路 | 東北支部 福島県     | ●  |
| 26       | 伊丹市立北中学校                       | IV     | 組曲《仮面舞踏会》よりI.ワルツ V.ギャロップ （ハチャトゥリアン作曲・上埜孝編曲）                                            | 椋尾豊   | 関西支部 兵庫県     | ●  |
| 27       | 豊島区立池袋中学校                     | IV     | 組曲《ハーリ・ヤーノシュ》より 戦争とナポレオンの敗北、皇帝と廷臣たちの行列 （コダーイ 作曲・グレン・クリフ・バイナム編曲） | 坂田篤   | 東京支部 東京都     | ●  |
| 28       | 長野市立柳町中学校                     | I      | 歌劇《はかなき人生》 より 間奏曲、スペイン舞曲 （ファリャ作曲）                                                             | 石川武   | 東海支部 長野県     | ●  |
| 特別演奏 | 出雲市立第一中学校                     |        | 「メキシコの祭り」より前奏曲とアズテックダンス/ガーシュイン! （O・リード/ガーシュウィン作曲）                               | 藤井真一 | 中国支部 島根県     |    |
| -------- | -------------------------------------- | ------ | --- | -------- | ------------------- | -- |

### 高校の部
| 順 | 団体名                           | 課題曲 | 自由曲 | 指揮者     | 代表支部            | 賞 |
| 1  | 愛知工業大学名電高等学校         | III    | バレエ音楽《ダフニスとクロエ》第2組曲より 全員の踊り （ラヴェル作曲・ロジェ・ブートリー編曲）                          | 松井郁雄   | 東海地方支部 愛知県 | ●  |
| 2  | 柏市立柏高等学校                 | II     | 交響詩《海》より 第3楽章 〈風と海との対話〉 （ドビュッシー作曲）                                                       | 石田修一   | 関東支部 千葉県     | ●  |
| 3  | 玉名女子高等学校                 | I      | 交響詩《ローマの祭り》 より IV.主顕祭 （レスピーギ作曲）                                                               | 米田真一   | 九州支部 熊本県     | ●  |
| 4  | 山口県立防府高等学校             | III    | 交響的断章I （池上敏作曲）                                                                                             | 重廣昭雄   | 中国支部 山口県     | ●  |
| 5  | 福岡工業大学附属高等学校         | IV     | 朝鮮民謡の主題による変奏曲 （チャンス作曲）                                                                            | 屋比久勲   | 九州支部 福岡県     | ●  |
| 6  | 島根県立出雲高等学校             | I      | 交響詩《ローマの祭り》より IV.主顕祭 （レスピーギ作曲）                                                                | 森脇治夫   | 中国支部 島根県     | ●  |
| 7  | 秋田県立新屋高等学校             | III    | スペイン狂詩曲 より IV.祭り （ラヴェル作曲）                                                                           | 高野豊昭   | 東北支部 秋田県     | ●  |
| 8  | 精華女子高等学校                 | III    | バレエ音楽《三角帽子》 （ファリャ作曲・仲田守編曲）                                                                    | 藤重佳久   | 九州支部 福岡県     | ●  |
| 9  | 愛媛県立伊予高等学校             | II     | コンサート・マーチ「テイク・オフ」 （建部知弘作曲）                                                                    | 上甲広文   | 四国支部 愛媛県     | ●  |
| 10 | 岡山学芸館高等学校               | III    | 歌劇《キャンディード》序曲 （バーンスタイン作曲）                                                                      | 佐藤尭史   | 中国支部 岡山県     | ●  |
| 11 | 富山県立高岡商業高等学校         | IV     | 狂詩曲《スペイン》 （シャブリエ作曲・リュシアン・カイエ編曲）                                                          | 土合勝彦   | 北陸支部 富山県     | ●  |
| 12 | 高松第一高等学校                 | I      | カレリア組曲より 行進曲風に （シベリウス作曲・N.リチャードソン編曲）                                                   | 石川孝司   | 四国支部 香川県     | ●  |
| 13 | 東海大学第一高等学校             | IV     | トリティコ より 第2、3楽章 （ネリベル作曲）                                                                            | 榊原達     | 東海支部 静岡県     | ●  |
| 14 | 兵庫県立兵庫高等学校             | III    | バレエ音楽《白鳥の湖》 （チャイコフスキー作曲・西山潔編曲）                                                            | 松井隆司   | 関西支部 兵庫県     | ●  |
| 15 | 福井県立武生東高等学校           | III    | 組曲第4番《絵のような風景》 より IV.ジプシーの祭り （マスネ作曲）                                                      | 植田薫     | 北陸支部 福井県     | ●  |
| 16 | 北海道札幌白石高等学校           | IV     | バレエ音楽《ライモンダ》 （グラズノフ作曲・林紀人編曲）                                                                | 米谷久男   | 北海道支部 札幌地区 | ●  |
| 17 | 常総学院高等学校                 | III    | 交響詩《ローマの噴水》より II.朝のトリトーネの噴水 III.昼のトレヴィの噴水 IV.黄昏のメディチ荘の噴水 （レスピーギ作曲） | 本図智夫   | 関東支部 茨城県     | ●  |
| 18 | 仙台高等学校                     | IV     | バレエ音楽《ロメオとジュリエット》 （プロコフィエフ作曲・淀彰）                                                        | 細倉博     | 東北支部 宮城県     | ●  |
| 19 | 東京都立永山高等学校             | I      | 暗黒の一千年 （シュワントナー作曲）                                                                                    | 馬場正英   | 東京支部 東京都     | ●  |
| 20 | 神奈川県立野庭高等学校           | I      | 吹奏楽のためのファンタジー （夏田鐘甲作曲）                                                                            | 中澤忠雄   | 関東支部 神奈川県   | ●  |
| 21 | 関東第一高等学校                 | III    | カンタベリー・コラール （ヴァン＝デル＝ロースト作曲）                                                                  | 塩谷晋平   | 東京支部 東京都     | ●  |
| 22 | 天理高等学校                     | IV     | スペイン狂詩曲より IV.祭り （ラヴェル作曲・八田泰一編曲）                                                              | 新子菊雄   | 関西支部 奈良県     | ●  |
| 23 | 聖カタリナ学園光ヶ丘女子高等学校 | III    | 歌劇《はかなき人生》 より 間奏曲、スペイン舞曲 （ファリャ作曲・仲田守編曲）                                            | 渡辺尚也   | 東海支部 愛知県     | ●  |
| 24 | 東海大学付属第四高等学校         | III    | カルミナ・ブラーナ （オルフ作曲）                                                                                      | 井田重芳   | 北海道支部 札幌地区 | ●  |
| 25 | 大阪府立淀川工業高等学校         | IV     | 交響的印象《教会のステンドグラス》より II.大天使聖ミカエル （レスピーギ作曲・藤田玄播編曲）                            | 丸谷明夫   | 関西支部 大阪府     | ●  |
| 26 | 秋田県立秋田南高等学校           | III    | 竹取物語 （三善晃作曲）                                                                                                | 小林久仁郎 | 東北支部 秋田県     | ●  |
| 27 | 埼玉栄高等学校                   | III    | スペイン狂詩曲より IV.祭り （ラヴェル作曲・八田泰一編曲）                                                              | 大滝実     | 関東支部 埼玉県     | ●  |
| -- | -------------------------------- | ------ | --- | ---------- | ------------------- | -- |

### 大学の部
| 順       | 団体名                                             | 課題曲 | 自由曲 | 指揮者   | 代表支部            | 賞   |
| 1        | 神奈川大学吹奏楽部                                 | III    | スペイン狂詩曲 より IV.祭り （ラヴェル作曲）                                                                        | 小澤俊朗 | 関東支部 神奈川県   | ●    |
| 2        | 金沢大学吹奏楽団                                   | II     | コンテスト・マーチ《マーキュリー》 （ヴァン＝デル＝ロースト作曲）                                                   | 石黒厚雄 | 北陸支部 石川県     | ●    |
| 3        | 広島大学吹奏楽団                                   | I      | バレエ音楽《シンデレラ》 （プロコフィエフ作曲・川上修一編曲）                                                       | 西川慎也 | 中国支部 広島県     | 失格 |
| 4        | 詫間電波工業高等専門学校吹奏楽部                   | IV     | 歌劇《ラ・ジョコンダ》 より 時の踊り （ポンキエルリ作曲）                                                           | 三崎幸典 | 四国支部 香川県     | ●    |
| 5        | 東北学院大学シンフォニック・ウインド・アンサンブル | IV     | バレエ音楽《ロメオとジュリエット》 より ロメオはマキューシオの死に報復を誓う、タイボルトの死 （プロコフィエフ作曲） | 淀彰     | 東北支部 宮城県     | ●    |
| 6        | 福岡大学応援指導部吹奏楽団                         | II     | ハンガリー民謡「くじゃく」による変奏曲 （ゾルタン・コダーイ作曲・森田一浩編曲）                                     | 大倉安幸 | 九州支部 福岡県     | ●    |
| 7        | 中央大学学友会文化連盟音楽研究会吹奏楽部           | III    | バレエ音楽《白鳥の湖》 より 情景、終曲 （チャイコフスキー作曲）                                                     | 林紀人   | 東京支部 東京都     | ●    |
| 8        | 北海道教育大学函館校吹奏楽団                       | III    | スキタイ組曲《アラとロリー》 （プロコフィエフ作曲）                                                                 | 寺中哲二 | 北海道支部 函館支部 | ●    |
| 9        | 関西学院大学応援団総部吹奏楽部                     | III    | 歌劇《はかなき人生》 より 間奏曲、スペイン舞曲 （ファリャ作曲）                                                     | 泉谷浩志 | 関西支部 兵庫県     | ●    |
| 10       | 三重大学吹奏楽団                                   | III    | 組曲《イベリア》 より トゥリアーナ （アルベニス作曲）                                                               | 沖公智   | 東海支部 三重県     | ●    |
| 11       | 文教大学吹奏楽部                                   | III    | ミシシッピ組曲より IV. マルディ・グラ （グロフェ作曲）                                                              | 佐川聖二 | 関東支部 埼玉県     | ●    |
| 特別演奏 | 近畿大学吹奏楽部                                   |        | バレエ組曲《シバの女王ベルキス》 （レスピーギ作曲）                                                                 | 山本久由 | 関西支部 大阪府     |      |
| -------- | -------------------------------------------------- | ------ | --- | -------- | ------------------- | ---- |

### 職場の部
| 順 | 団体名                     | 課題曲 | 自由曲                                                                  | 指揮者     | 代表支部            | 賞 |
| 1  | JR東日本東北吹奏楽団       | IV     | 前奏曲作品3の2 （ラフマニノフ作曲・R.ロングフィールド編曲）             | 川村浩一   | 東北支部 宮城県     | ●  |
| 2  | ブリヂストン吹奏楽団久留米 | I      | 組曲第4番《絵のような風景》 （マスネ作曲）                              | 小野照三   | 九州支部 福岡県     | ●  |
| 3  | ヤマハ吹奏楽団東京         | IV     | 歌劇《道化師》 より 間奏曲 （レオンカヴァッロ作曲・高倉正巳編曲）       | 高倉正巳   | 東京支部 東京都     | ●  |
| 4  | NTT中国吹奏楽団            | IV     | 歌劇《ルスランとリュドミラ》序曲 （グリンカ作曲）                       | 佐藤正二郎 | 中国支部 広島県     | ●  |
| 5  | ヤマハ吹奏楽団浜松         | III    | 組曲《スペイン》 より VI.アラゴン （アルベニス作曲）                    | 森田利明   | 東海支部 静岡県     | ●  |
| 6  | 高橋水産吹奏楽団           | IV     | バレエ音楽《ガイーヌ》 より 子守歌、レスギンカ （ハチャトゥリアン作曲） | 渡辺明     | 北海道支部 札幌地区 | ●  |
| 7  | NEC玉川吹奏楽団            | IV     | コンテスト・マーチ《マーキュリー》 （ヴァン＝デル＝ロースト作曲）       | 稲垣征夫   | 関東支部 神奈川県   | ●  |
| 8  | 阪急百貨店吹奏楽団         | I      | バレエ組曲《シルヴィア》 より バッカスの行列 （ドリーブ作曲）           | 建部知弘   | 関西支部 大阪府     | ●  |
| -- | -------------------------- | ------ | ----------------------------------------------------------------------- | ---------- | ------------------- | -- |

### 一般の部
| 順 | 団体名                               | 課題曲 | 自由曲                                                                                          | 指揮者     | 代表支部            | 賞 |
| 1  | 浜松交響吹奏楽団                     | IV     | 交響詩《ローマの祭り》より IV.主顕祭 （レスピーギ作曲・磯崎敦博編曲）                           | 浅田享     | 東海支部 静岡県     | ●  |
| 2  | 習志野ウィンド・オーケストラ         | I      | 4つのスコットランド舞曲より I、III、IV （アーノルド作曲・ジョン・ペインター編曲）               | 海野修     | 関東支部 千葉県     | ●  |
| 3  | 福山ウインドオーケストラ             | IV     | 歌劇《コラ・ブルニョン》より 序曲 （カバレフスキー作曲・ドナルド・ハンスバーガー編曲）          | 小林泰一郎 | 中国支部 広島県     | ●  |
| 4  | 川口市・アンサンブルリベルテ吹奏楽団 | III    | 軽騎兵のバラード （フレンニコフ作曲）                                                           | 近藤久敦   | 関東支部 埼玉県     | ●  |
| 5  | 名取交響吹奏楽団                     | IV     | 祝典序曲 （三善晃作曲）                                                                         | 荒井富雄   | 東北支部 宮城県     | ●  |
| 6  | 札幌市民交響吹奏楽団                 | IV     | 《カルメン》組曲 （ビゼー作曲・淀彰編曲）                                                       | 坂井繁     | 北海道支部 札幌支部 | ●  |
| 7  | 中村学園OB吹奏楽団                   | IV     | 第2組曲より 第3、第1楽章 （ホルスト作曲）                                                       | 手嶋祐一   | 九州支部 福岡県     | ●  |
| 8  | ソノーレ・ウィンドアンサンブル       | IV     | 組曲《ヴァレンシアの寡婦》 （ハチャトゥリアン作曲）                                             | 奥田健雄   | 北陸支部 福井県     | ●  |
| 9  | J.S.B.吹奏楽団                       | II     | 剣と王冠 （グレグソン作曲）                                                                     | 増森健一郎 | 九州支部 鹿児島県   | ●  |
| 10 | 尼崎市吹奏楽団                       | III    | バレエ音楽《ライモンダ》 （グラズノフ作曲・木村吉宏編曲）                                       | 辻井清幸   | 関西支部 兵庫県     | ●  |
| 11 | 豊島区吹奏楽団                       | III    | 交響詩《ローマの噴水》 より III.昼のトレヴィの噴水 IV.黄昏のメディチ荘の噴水 （レスピーギ作曲） | 吉田孝司   | 東京支部 東京都     | ●  |
| 12 | 伊丹市吹奏楽団                       | IV     | カルミナ・ブラーナ （オルフ作曲）                                                               | 永澤譲     | 関西支部 兵庫県     | ●  |
| 13 | 鏡野吹奏楽団                         | IV     | プスタ （ヴァン＝デル＝ロースト作曲）                                                           | 弘田靖明   | 四国支部 高知県     | ●  |
| 14 | 米沢吹奏楽愛好会                     | IV     | バレエ音楽《ロメオとジュリエット》 （プロコフィエフ作曲）                                       | 淀彰       | 東北支部 山形県     | ●  |
| -- | ------------------------------------ | ------ | ----------------------------------------------------------------------------------------------- | ---------- | ------------------- | -- |

## 註
1. ↑  この大会はアクトシティ・オープン記念事業の一環でもあった
2. ↑  2012年までは3年連続全国大会出場で翌年は出場できなかったが、当時は3年連続全国大会金賞受賞で翌年は出場できないことになっていた。1994年はその制度により不出場団体が出た最初の年であった。
3. ↑  5出5金とは、5年連続全国大会出場でさらに5年連続金賞受賞すると、翌年の全国大会は欠場もしくは全国大会に招待演奏される制度である。